# Edizioni di Che tempo che farà
In questa voce sono elencate e descritte le edizioni del programma Che tempo che farà, in onda su Rai 2 dal 2019 al 2020 e su Nove dal 2023, con la conduzione di Fabio Fazio.

## Prima edizione (2019-2020)
- Conduttore: Fabio Fazio
- Presenze fisse: Mago Forest[1], Ale e Franz[1], Gigi Marzullo[1], Raul Cremona[1]
- Rete: Rai 2
- Messa in onda: Domenica in access prime time (19:30 - 20:30)
- Note: Da marzo 2020, con l'arrivo della pandemia di Covid-19, il programma diviene di fatto parte della trasmissione in onda successivamente, eliminando le presenze fisse comiche, dedicato la puntata ad informazione e talk. Dal 23 febbraio la trasmissione è in onda senza pubblico.

| Puntata | Messa in onda     | Ospiti | Ascolti        | Ascolti | Ascolti |
| Puntata | Messa in onda     | Ospiti | Telespettatori | Share   | Fonti   |
| ------- | ----------------- | --- | -------------- | ------- | ------- |
| 1       | 29 settembre 2019 | Fabio Rovazzi, Carolina Stramare, Luciana Littizzetto, Gino Strada | 982 000        | 5%      | [ 2 ]   |
| 2       | 6 ottobre 2019    | Claudio Bisio, Aldo Cazzullo, Laura Boldrini | 903 000        | 4,3%    | [ 3 ]   |
| 3       | 13 ottobre 2019   | Simona Ventura, Paolo Calabresi, Rula Jebreal, Giovanni Floris | 920 000        | 4,4%    | [ 4 ]   |
| 4       | 20 ottobre 2019   | Teo Teocoli, Elena Barolo, Fabio Anselmo, Luca Mercalli, Matteo Renzi                                                                                                   | 1 071 000      | 5%      | [ 5 ]   |
| 5       | 27 ottobre 2019   | Valeria Marini, Toni Servillo, Valentina Bellè, Donato Carrisi, Lilli Gruber                                                                                            | 990 000        | 4,3%    | [ 6 ]   |
| 6       | 3 novembre 2019   | Teo Teocoli, Fabio Volo, Walter Veltroni | 936 000        | 3,8%    | [ 7 ]   |
| 7       | 10 novembre 2019  | Paola Barale, Michele Serra, Carlo Cottarelli, Gad Lerner | 1 122 000      | 5%      | [ 8 ]   |
| 8       | 17 novembre 2019  | Piero Pelù, Angela Finocchiaro, Elena Barolo, David Grossman, Luca Mercalli, Fiona May, Larissa Iapichino                                                               | 740 000        | 3,1%    | [ 9 ]   |
| 9       | 24 novembre 2019  | Max Pezzali, Roberto Saviano, Paolo Gentiloni, Jannik Sinner | 976 000        | 4,2%    | [ 10 ]  |
| 10      | 1º dicembre 2019  | Alba Parietti, Concita De Gregorio, Luca Mercalli, Riccardo Chailly | 995 000        | 4,5%    | [ 11 ]  |
| 11      | 8 dicembre 2019   | Teo Teocoli, Carlo Cottarelli, Daniele Bossari | 1 050 000      | 4,8%    | [ 12 ]  |
| 12      | 15 dicembre 2019  | Emanuela Folliero, Maurizio Landini, Giampiero Mughini | 1 044 000      | 4,8%    | [ 13 ]  |
| 13      | 22 dicembre 2019  | Corrado Formigli, Francesca Fialdini | 1 121 000      | 5,31%   | [ 14 ]  |
| 14      | 12 gennaio 2020   | Paolo Fox, Flavio Caroli, Ferruccio De Bortoli | 1 037 000      | 4,5%    | [ 15 ]  |
| 15      | 19 gennaio 2020   | Paola e Chiara, Luca Mercalli | 1 075 000      | 4,6%    | [ 16 ]  |
| 16      | 26 gennaio 2020   | Antonio Di Bella, Lodovica Comello, Giampiero Mughini, Roberto Burioni                                                                                                  | 1 175 000      | 4,9%    | [ 17 ]  |
| 17      | 2 febbraio 2020   | Walter Veltroni, Antonio Manzini, Rocio Muñoz Morales | 1 152 000      | 4,9%    | [ 18 ]  |
| 18      | 9 febbraio 2020   | Orietta Berti, Mattia Sartori, Roberto Burioni | 1 271 000      | 5,3%    | [ 19 ]  |
| 19      | 16 febbraio 2020  | Dori Ghezzi, Roberto Burioni, Teo Teocoli, Francesco Gabbani | 1 207 000      | 5,1%    | [ 20 ]  |
| 20      | 23 febbraio 2020  | Elio Germano, Flavio Caroli, Aboubakar Soumahoro, Aurora Ramazzotti, Antonio Di Bella                                                                                   | 931 000        | 3,8%    | [ 21 ]  |
| 21      | 1º marzo 2020     | Carlo Lucarelli, Carlo Cottarelli, Marino Niola, Antonio Di Bella | 1 026 000      | 4,2%    | [ 22 ]  |
| 22      | 8 marzo 2020      | Antonio Di Bella, Rino Pellino, Iman Sabbah, Giampiero Mughini, Mario Delpini                                                                                           | 1 126 000      | 4,3%    | [ 23 ]  |
| 23      | 15 marzo 2020     | David Quammen, Giovanna Botteri, Iman Sabbah, Rino Pellino, Marco Varvello, Claudio Pagliara, Antonio Di Bella                                                          | 1 214 000      | 4,07%   | [ 24 ]  |
| 24      | 22 marzo 2020     | Carlo Cottarelli, Roberto Saviano, Iman Sabbah, Rino Pellino, Marco Varvello, Claudio Pagliara, Antonio Di Bella, Gianmarco Sicuro, Roberto Saviano                     | 1 127 000      | 3,75%   | [ 25 ]  |
| 25      | 29 marzo 2020     | Gino Strada, Iman Sabbah, Rino Pellino, Marco Varvello, Claudio Pagliara, Antonio Di Bella, Gianmarco Sicuro, Giovanna Botteri                                          | 1 259 000      | 4,5%    | [ 26 ]  |
| 26      | 5 aprile 2020     | Iman Sabbah, Rino Pellino, Marco Varvello, Claudio Pagliara, Antonio Di Bella, Gianmarco Sicuro, Giovanna Botteri, Barbara Gruden, Marc Innaro, Roberto Saviano         | 1 186 000      | 4,2%    | [ 27 ]  |
| 27      | 12 aprile 2020    | Iman Sabbah, Rino Pellino, Marco Varvello, Claudio Pagliara, Antonio Di Bella, Gianmarco Sicuro, Giovanna Botteri, Paolo Maggioni, Don Mattia Ferrari, Carlo Cottarelli | 1 063 000      | 4%      | [ 28 ]  |
| 28      | 19 aprile 2020    | Iman Sabbah, Rino Pellino, Marco Varvello, Claudio Pagliara, Antonio Di Bella, Gianmarco Sicuro, Alberto Romagnoli, Marc Innaro, Luca Mercalli, Roberto Saviano         | 1 205 000      | 4,5%    | [ 29 ]  |
| 29      | 26 aprile 2020    | Iman Sabbah, Rino Pellino, Marco Varvello, Claudio Pagliara, Antonio Di Bella, Gianmarco Sicuro, Enzo Nucci, Sigfrido Ranucci, Carlo Cottarelli                         | 1 071 000      | 4%      | [ 30 ]  |
| 30      | 3 maggio 2020     | Iman Sabbah, Rino Pellino, Marco Varvello, Claudio Pagliara, Antonio Di Bella, Gianmarco Sicuro, Giovanna Botteri, Derio Olivero, Roberto Saviano                       | 1 135 000      | 4,5%    | [ 31 ]  |
| 31      | 10 maggio 2020    | Iman Sabbah, Rino Pellino, Marco Varvello, Claudio Pagliara, Antonio Di Bella, Gianmarco Sicuro, Carlo Verdelli, Luigi Ciotti                                           | 943 000        | 4,2%    | [ 32 ]  |
| 32      | 17 maggio 2020    | Antonio Di Bella, Giovanna Botteri, Emiliano Guanella, Ian McEwan, Davide Banzato, Carlo Verdelli                                                                       | 710 000        | 3,3%    | [ 33 ]  |
| 33      | 24 maggio 2020    | Iman Sabbah, Rino Pellino, Marco Varvello, Antonio Di Bella, Giampiero Mughini, Marc Innaro, Francesco Piccolo, Carlo Verdelli, Roberto Saviano, Carlo Cottarelli       | 727 000        | 3,9%    | [ 34 ]  |

## Seconda edizione (2023-2024)
- Conduttore: Fabio Fazio
- Presenze fisse: Nino Frassica (fino al 21 aprile) Ubaldo Pantani[35][36], Filippa Lagerbäck
- Rete: NOVE
- Messa in onda: Domenica in access prime time (19:30 - 20:00)
- Note: La trasmissione è in onda dal dietro le quinte di Che tempo che fa, con interviste effettuate nei camerini agli ospiti della serata e, talvolta, la partecipazione di ospiti nello studio dello stesso Che tempo che fa o in collegamento. Il 18 febbraio la trasmissione non va in onda, consequenzialmente Che tempo che fa inizia direttamente alle ore 20:00.

| Puntata | Messa in onda    | Ospiti                                                                            | Ascolti        | Ascolti | Fonti  |
| Puntata | Messa in onda    | Ospiti                                                                            | Telespettatori | Share   | Fonti  |
| ------- | ---------------- | --------------------------------------------------------------------------------- | -------------- | ------- | ------ |
| 1       | 15 ottobre 2023  | Giovanni Floris, Michele Serra, Massimo Giannini, Florenza Sarzanini, Mago Forest | 958 000        | 5,7%    | [ 37 ] |
| 2       | 22 ottobre 2023  | Gianni Fantoni, Cochi Ponzoni, Daniele Raineri                                    | 548 000        | 3,3%    | [ 38 ] |
| 3       | 29 ottobre 2023  | Roberto Giacobbo, Giovanni Caccioppo, Daniele Ranieri                             | 667 000        | 3,8%    | [ 39 ] |
| 4       | 5 novembre 2023  | Luciana Littizzetto, Cristiano Malgioglio, Ben Wedeman                            | 568 000        | 3,2%    | [ 40 ] |
| 5       | 12 novembre 2023 | Herbert Ballerina, Gianni Fantoni, Ben Wedeman                                    | 558 000        | 3,1%    | [ 41 ] |
| 6       | 19 novembre 2023 | Marisa Laurito, Ben Wedeman                                                       | 373 000        | 1,8%    | [ 42 ] |
| 7       | 26 novembre 2023 | Bruno Barbieri, Ben Wedeman                                                       | 312 00         | 1,6%    | [ 43 ] |
| 8       | 3 dicembre 2023  | Tito Boeri, Marcella Bella                                                        | 441 000        | 2,5%    | [ 44 ] |
| 9       | 10 dicembre 2023 | Lillo                                                                             | 369 000        | 2,0%    | [ 45 ] |
| 10      | 17 dicembre 2023 | Mario Biondi, Davide Oldani                                                       | 369 000        | 2,2%    | [ 46 ] |
| 11      | 14 gennaio 2024  | Simona Ventura, Maccio Capatonda                                                  | 624 000        | 3.4%    | [ 47 ] |
| 12      | 21 gennaio 2024  | Fabrizio Biggio, Francesco Mandelli                                               | 472 000        | 2,3%    | [ 48 ] |
| 13      | 28 gennaio 2024  | Frank Matano, Frau Knam, Ernst Knam                                               | 572 000        | 3,1%    | [ 49 ] |
| 14      | 4 febbraio 2024  | Raul Cremona, Ben Wedeman                                                         | 462 000        | 2,5%    | [ 50 ] |
| 15      | 11 febbraio 2024 | Beppe Vessicchio, Ben Wedeman                                                     | 488 000        | 2,6%    | [ 51 ] |
| 16      | 25 febbraio 2024 | Katia Follesa                                                                     | 463 000        | 2,6%    | [ 52 ] |
| 17      | 3 marzo 2024     | Mara Maionchi                                                                     | 371 000        | 2,0%    | [ 53 ] |
| 18      | 10 marzo 2024    | Max Giusti, Don Davide Banzato                                                    | 482 000        | 2,6%    | [ 54 ] |
| 19      | 17 marzo 2024    | Enzo Iacchetti, Luca Mercalli                                                     | 443 000        | 2,5%    | [ 55 ] |
| 20      | 24 marzo 2024    | Giovanni Storti, Loredana Macchietti Minà                                         | 545 000        | 3,1%    | [ 56 ] |
| 21      | 14 aprile 2024   | Giobbe Covatta, Elio Germano                                                      | 253 000        | 1,9%    | [ 57 ] |
| 22      | 21 aprile 2024   | Francesco Paolantoni, Luca Mercalli                                               | 362 000        | 2,3%    | [ 58 ] |
| 23      | 28 aprile 2024   | Edoardo Prati                                                                     | 236 000        | 1,6%    | [ 59 ] |
| 24      | 5 maggio 2024    | Edoardo Prati, Zerocalcare                                                        | 347 000        | 2,4%    | [ 60 ] |
| 25      | 12 maggio 2024   | Luca Mercalli                                                                     | 358 000        | 2,6%    | [ 61 ] |

## Terza edizione (2024-2025)
- Conduttore: Fabio Fazio
- Presenze fisse: Filippa Lagerbäck
- Rete: NOVE
- Messa in onda: Domenica in access prime time (19:30 - 20:00 fino al 22 dicembre) e (19:30 - 20:30 circa dal 19 gennaio)
- Note: La trasmissione è in onda direttamente dallo studio di Che tempo che fa.

| Puntata | Messa in onda    | Ospiti | Ascolti        | Ascolti | Fonti  |
| Puntata | Messa in onda    | Ospiti | Telespettatori | Share   | Fonti  |
| ------- | ---------------- | --- | -------------- | ------- | ------ |
| 1       | 6 ottobre 2024   | Edoardo Prati, Sami Al-Ajrami, Davide Lerner                                                              | 508 000        | 3,06%   | [ 62 ] |
| 2       | 13 ottobre 2024  | Don Davide Banzato, Chiara Amirante, Walter Veltroni                                                      | 442 000        | 2,65%   | [ 63 ] |
| 3       | 20 ottobre 2024  | Edoardo Prati, Gabriele Muccino                                                                           | 411 000        | 2,40%   | [ 64 ] |
| 4       | 27 ottobre 2024  | Flavio Caroli, Roberto Burioni                                                                            | 461 000        | 2,60%   | [ 65 ] |
| 5       | 3 novembre 2024  | Edoardo Prati, Michele Placido, Fabrizio Bentivoglio                                                      | 520 000        | 2,87%   | [ 66 ] |
| 6       | 10 novembre 2024 | Edith Bruck, Andrea Riccardi                                                                              | 605 000        | 3,34%   | [ 67 ] |
| 7       | 17 novembre 2024 | Edoardo Prati, Roberto Burioni, Vittorio Lingiardi                                                        | 378 000        | 1,89%   | [ 68 ] |
| 8       | 24 novembre 2024 | Massimiliano Pani, Roberto Burioni, Franco Locatelli                                                      | 382 000        | 1,90%   | [ 69 ] |
| 9       | 1 dicembre 2024  | Edoardo Prati, Michele Serra                                                                              | 613 000        | 3,32%   | [ 70 ] |
| 10      | 8 dicembre 2024  | Don Davide Banzato, Maurizio Molinari                                                                     | 447 000        | 2,50%   | [ 71 ] |
| 11      | 15 dicembre 2024 | Edoardo Prati, Roberto Burioni, Michele Serra                                                             | 494 000        | 2,72%   | [ 72 ] |
| 12      | 22 dicembre 2024 | Luca Mercalli, Don Mattia Ferrari, Roberto Burioni, Camillo Porta                                         | 540.000        | 3,09%   | [ 73 ] |
| 13      | 19 gennaio 2025  | Edoardo Prati, Roberto Burioni, Michele Serra, Antonio di Bella, Massimo Giannini, Fiorenza Sarzanini     | 815 000        | 4,30%   | [ 74 ] |
| 14      | 26 gennaio 2025  | Giulio Napolitano, Roberto Burioni, Francesco Piccolo, Antonio Scurati                                    | 685 000        | 3,70%   | [ 75 ] |
| 15      | 2 febbraio 2025  | Edoardo Prati, Don Mattia Ferrari, Michele Serra, Roberto Burioni, Maurizio Scatriti                      | 601 000        | 3,20%   | [ 76 ] |
| 16      | 9 febbraio 2025  | Roberto Burioni, Aldo Cazzullo, Cecilia Sala, Massimo Giannini                                            | 731 000        | 3,80%   | [ 77 ] |
| 17      | 16 febbraio 2025 | Edoardo Prati, Roberto Garofoli, Bernardo Giorgio Mattarella, Roberto Burioni, Michele Serra              | 658 000        | 3,40%   | [ 78 ] |
| 18      | 23 febbraio 2025 | Carlo Cottarelli, Franco Locatelli, Roberto Burioni, Roberto Saviano                                      | 591 000        | 3,10%   | [ 79 ] |
| 19      | 2 marzo 2025     | Edoardo Prati, Antonella Viola, Roberto Burioni, Rosa Maria Villecco Calipari, Claudio Santamaria         | 701 000        | 3,80%   | [ 80 ] |
| 20      | 9 marzo 2025     | Pupi Avati, Roberto Burioni, Romano Prodi                                                                 | 693 000        | 3,80%   |        |
| 21      | 16 marzo 2025    | Edoardo Prati, Raffaele D'Alfonso del Sordo, Assunta Sautto, Francesco Costa                              | 734 000        | 3,90%   |        |
| 22      | 23 marzo 2025    | Ernesto Maria Ruffini, Roberto Burioni, Anna Maria Bernini                                                | 732 000        | 4,10%   | [ 81 ] |
| 23      | 30 marzo 2025    | Edoardo Prati, Roberto Burioni, Duilio Fiorenzo Manara, Michele Serra, Stefano Bartezzaghi, Daniel Pennac | 480 000        | 3,00%   | [ 82 ] |
| 24      | 6 aprile 2025    | Dante Ferretti, Roberto Burioni, Giuseppe Curigliano, Antonio Scurati                                     | 531 000        | 3,10%   |        |
| 25      | 13 aprile 2025   | Luca Guadagnino, Michele Serra, Matteo Lancini, Roberto Burioni                                           | 618 000        | 3,60%   |        |
| 26      | 4 maggio 2025    | Skunk Anansie, Roberto Burioni, Alessandro Aiuti, Roberto Saviano                                         |                |         |        |
| 27      | 11 maggio 2025   | Edoardo Prati, Marco Varvello, Michele Serra, Roberto Burioni, Claudio Bandi                              |                |         |        |
| 28      | 18 maggio 2025   | Concita De Gregorio, Roberto Burioni, Michele Serra, Alessandro Gassmann                                  |                |         |        |